# Platynus rufiventris
Platynus rufiventris är en skalbaggsart som beskrevs av Vandyke. Platynus rufiventris ingår i släktet Platynus och familjen jordlöpare. Inga underarter finns listade i Catalogue of Life.